# Distretto di Agua Blanca
Il distretto di Agua Blanca è uno dei  distretti della provincia di El Dorado, in Perù. Si trova nella regione di San Martín e si estende su una superficie di 168,19 chilometri quadrati.

Istituito il 29 gennaio 1944, ha per capitale la città di Agua Blanca; al censimento 2005 contava 2.520 abitanti.